# 石野信一
石野 信一（いしの しんいち、1912年3月13日 - 1996年1月19日）は、日本の大蔵官僚、実業家。第8代大蔵事務次官、さくら銀行相談役名誉会長。

## 来歴・人物
神戸三中、大阪高校を経て、1935年、東京帝国大学法学部政治学科卒業後、大蔵省入省。主計局配属。理財局総務課長、大臣官房調査部長、理財局次長の後、1957年6月11日に俗に「森 - 石 ライン」と呼ばれることとなった森永貞一郎の下で官房長を務め、1959年に銀行局長、1961年に主計局長を経て、1963年に大蔵事務次官に就任、池田勇人首相の高度経済成長政策のブレーンとして活躍した。熟慮断行タイプとして知られ、大臣官房財務調査官（大臣官房調査課担当）だった1954年度予算編成では緊縮型予算を主張し貫徹した話は伝説になっている。この時、事務次官として予算編成でともに奔走したのが河野一之であり、これが1970年代前半の金融再編の伏線となった。
1965年4月23日に退官、周囲は将来の日本銀行総裁としてロイヤルロードを歩むものと予想していたが、1967年、意外にも山陽特殊製鋼倒産事件で揺れる神戸銀行（現・三井住友銀行）頭取に就任、その再建を託された。石野は元々、神戸出身であるのに加え、当時のオーナー頭取・岡崎忠が強く勧誘したためであった。夫人は岸田幸雄・元兵庫県知事の娘と従姉妹同士で、「（従姉妹から）『神戸にいらっしゃいよ』と誘われてすぐに話がまとまった」と後に回顧している。
1973年、大蔵省の5年先輩である河野一之が頭取を務める、太陽銀行と合併を決断する。2人の頭取は、前年1972年にワシントンD.C.で開かれたIMF総会出席の際に、宿舎のホテルの一室で合併話を詰めたとされる。そして合併銀行である太陽神戸銀行初代頭取に就任。その後、1978年に会長、1983年に取締役相談役、1990年にさくら銀行相談役名誉会長を務めた。また、その手腕から、1979年に退任する森永貞一郎・日本銀行総裁の後任候補の一人として取りざたされたこともあった。
1982年～1991年に神戸商工会議所会頭に就任（同時期に、日本商工会議所副会頭）。出身の神戸三中の同期生の宮崎辰雄・神戸市長、後輩で中内㓛・ダイエー社長、鬼塚喜八郎・アシックス会長とともに、地元官財界を取り纏めた。この間神戸市が、人工島埋め立ての建設資金を捻出するために外債を発行するのを元大蔵事務次官として後押しした他、助役同士が争った1989年の神戸市長選挙では調停役として奔走した。しかし、この市長選挙や1991年の神商会頭選挙などの調整では政財界に大きなしこりを残してしまい、以後、一線からは身を退いていた。
1984年に勲一等瑞宝章。1996年1月19日没。享年83。
文芸評論家の村上一郎は従弟。